# Шарль Лекок
Шарль Лекок (фр. Charles Lecocq; 3 червня 1832, Париж — 24 жовтня 1918, Париж) — французький композитор, автор популярних оперет.

## Біографія
Здобув музичну освіту в Паризькій консерваторії, навчався по класу органу у Ф. Бенуа, по класу композиції — у Ф. Галеві. У 1987 році взяв участь в конкурсі на одноактну оперету, на якому розділив з Жоржем Бізе першу премію за оперету «Доктор Міракль» (Le Docteur Miracle). У подальшому жанр оперети став основним в творчості Лекока. Світову славу композитору принесла оперета «Дочка мадам Анго», прем'єра якої стала національною подією.
Шарль Лекок є визначним представником французької класичної оперети. В цей жанр привніс традиції французької комічної опери, а також риси романтизму і ліризму. До школи Лекока належать, зокрема, Едмон Одран і Робер Планкет.

## Твори
Творчий доробок Лекока нараховує більш ніж 50 оперет, опер і водевілів; серед них:
- «Чайна квітка» (Fleur de the, 1868)
- «Сто дів» (Les cent vierges, 1872)
- «Дочка мадам Анго» (La fille de Madame Angot, 1872)
- «Жирофле-Жирофля» (Girofle-Girofla, 1874)
- «Камагро» (La Camargo, 1878)
- «Серце і рука» (Le coeur et la main, 1883)

Інші твори: балети «Синя Борода» (Barbe-Bleue, 1898), «Лебідь» (Le cygne, 1899); п'єси для оркестру, 25 п'єс для фортепіано, 5 збірок романсів, жіночі хори та ін.